# Sauvagesia guianensis
Sauvagesia guianensis là một loài thực vật có hoa trong họ Ochnaceae. Loài này được (Eichler) Sastre miêu tả khoa học đầu tiên năm 1970.